# Austrocossus minutus
Austrocossus minutus är en fjärilsart som beskrevs av Gentili. Austrocossus minutus ingår i släktet Austrocossus och familjen träfjärilar. Inga underarter finns listade i Catalogue of Life.